# Hayam El Bibouji
Pas d'image ? Cliquez ici

a Compétitions nationales et continentales officielles uniquement.

b Matchs officiels uniquement.
Dernière mise à jour le 7 mars 2025.
Hayam El Bibouji, né le 13 décembre 2001, est un joueur international marocain de rugby à XV jouant au poste de talonneur au SU Agen, en prêt de la Section paloise.

## Biographie
Hayam El Bibouji est formé au Racing 92, puis au RC Courbevoie avant de rejoindre le RC Suresnes,.
Il fait ses débuts avec l'équipe du RC Suresnes en Nationale lors de la saison 2020-2021.
Après deux saisons où il joue peu avec l'équipe première, il s'impose dans l'effectif de Suresnes lors de la saison 2022-2023, confirme lors de la saison suivante et est nommé à plusieurs reprises capitaine de l'équipe.
En quatre saisons, il dispute 45 matchs et inscrit sept essais avec le RC Suresnes.
Au mois de février 2024, il s'engage avec la Section paloise mais il est immédiatement prêté en Pro D2 pour la saison 2024-2025 au SU Agen. 
En début d'année 2025, il est sélectionné en équipe du Maroc par Bernard Goutta et joue un match face à la Tunisie durant lequel il marque un doublé. Cette victoire 26 à 12 permet aux Marocains de se qualifier pour la phase finale de la Coupe d’Afrique.

## Palmarès
Néant.